# Ricardo Meruane
César Ricardo Meruane Meruane (Santiago de Chile, 7 de diciembre de 1956) es un humorista de amplia trayectoria y tallista Chileno de origen palestino. Es conocido por sus rutinas en Sábado Gigante, por haber participado en dos ocasiones en el Festival Internacional de la Canción de Viña del Mar y coloquialmente conocido por el chiste del nóctulo, chiste el cual se viralizó principalmente en la red social TikTok por la reacción del monstruo de viña el cual pifió al humorista ante el poco humor que impartía en su rutina.

## Biografía
Nació en 1956, siendo uno de los nueve hijos del inmigrante palestino Chucre Meruane, comerciante dedicado a la venta de telas. Es sobrino de la actriz Nelly Meruane y tío de la escritora Lina Meruane. Estudió la carrera de técnico en matricería en la Universidad Técnica Federico Santa María, de la cual se tituló en 1981. Ese mismo año, mientras realizaba su práctica profesional en una empresa de plásticos, concursó en el programa ¿Cuánto vale el show?, siendo ésta su primera aparición televisiva.
Un año más tarde, decidió dedicarse por completo al humor, trabajando en distintos locales nocturnos de Santiago, hasta que fue descubierto por el productor Emilio Rojas, quien en 1983 lo llevó a los programas Sábados gigantes y Noche de gigantes, ambos conducidos por Don Francisco, donde adquirió notoriedad nacional. Paralelamente incursionó en el formato del café concert, presentando sus espectáculos Fotocopia feliz del Edén (1984) y La Viroca (1988).
A fines de la década de 1980 regresó por un periodo a la versión internacional de Sábado gigante, transmitido ahora desde Miami, Estados Unidos, donde llegó al peak de su carrera humorística y logró ser visto por millones de espectadores en todo el mundo. Durante la década de 1990 participó en varios programas de televisión, incluyendo varias ediciones de la Teletón y el Festival Internacional del Humor 1995, donde compartió escenario con Juan Verdaguer y Raúl Vale, entre otros comediantes internacionales. En 1998 estrenó su café concert Prejuicio final.
En febrero de 2011 se presentó por primera vez en el Festival Internacional de la Canción de Viña del Mar, apareciendo tras el cantante Sting, lo cual provocó las pifias del público, conocido como «El Monstruo». Tras su fracaso estuvo alejado de los escenarios por varios meses, y en 2012 protagonizó un reality show llamado Gracias no se molesten en Vía X, cuyo título proviene de una frase que Meruane mencionó en reiteradas ocasiones durante su presentación en Viña del Mar. Ese mismo año se presentó en el Festival Viva Dichato 2012, donde se repitió su fracaso.

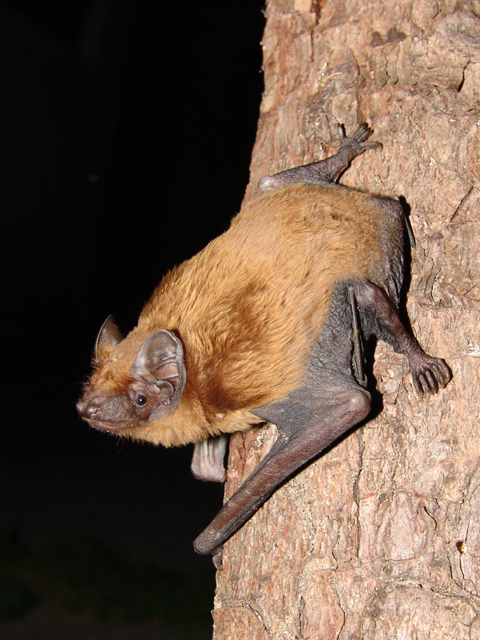
En 2016, durante el LVII Festival Internacional de la Canción de Viña del Mar, el humorista Ricardo Meruane realizó una rutina en donde incluyó el chiste del «nóctulo», logrando gran popularidad posteriormente.

En 2015 volvió a los escenarios presentando su espectáculo Lucrania... el deber nos llama. Parte de esa rutina es la que presentó en su segunda aparición en el Festival de Viña del Mar en febrero de 2016, donde nuevamente fue abucheado por «El Monstruo», sin embargo, la rutina sería revalorizada años después, haciéndose viral con varios chistes de esta alcanzando una gran popularidad; en particular, el chiste del «nóctulo» (relacionado con la posesión de mascotas exóticas), que se volvió de culto en Chile junto al del «cloro» relacionando el dominio de nivel superior de código de país para Chile, «.cl» con el símbolo del elemento químico presente en la tabla periódica de los elementos.
Actualmente tiene un emprendimiento de tallado en madera.
En 2021 apareció en la primera película del mundo realizada con «Deepfake» titulada «Una película de zombies».

## Vida personal
En 1988 se casó con Carmen Gloria Osorio, con quien tuvo una hija, Dione. La relación se quebró por episodios de violencia intrafamiliar y se separaron durante la década de 1990. Meruane ha enfrentado causas judiciales por incumplimiento en el pago de pensiones alimenticias, por lo cual ha sido detenido en dos oportunidades, la primera en 2000, cuando estuvo cuatro periodos de 15 días en Cárcel Capuchinos, y en septiembre de 2005, donde pasó 15 días en el Centro de Detención Preventiva Santiago Sur, para cumplir condena por no pagar 55 millones de pesos chilenos en concepto de pensión de alimentos.
Posteriormente inició relación con Johana Elías, con quien tiene una hija.
En 1996 el OS-7 de Carabineros de Chile allanó su casa y encontró seis plantas de marihuana y 40 gramos de la droga elaborada, por lo que estuvo preso en el Centro de Detención Preventiva de Puente Alto.